# Ozarba marthae
Ozarba marthae är en fjärilsart som beskrevs av Emilio Berio 1940. Ozarba marthae ingår i släktet Ozarba och familjen nattflyn. Inga underarter finns listade i Catalogue of Life.